# Keds
Keds és una marca comercial dels Estats Units de calçat de roba amb sola de goma. Fundada el 1916, l'empresa és propietat de Wolverine World Wide. El disseny original, Champion, va ser el primer calçat de roba comercialitzat en massa.

## Història

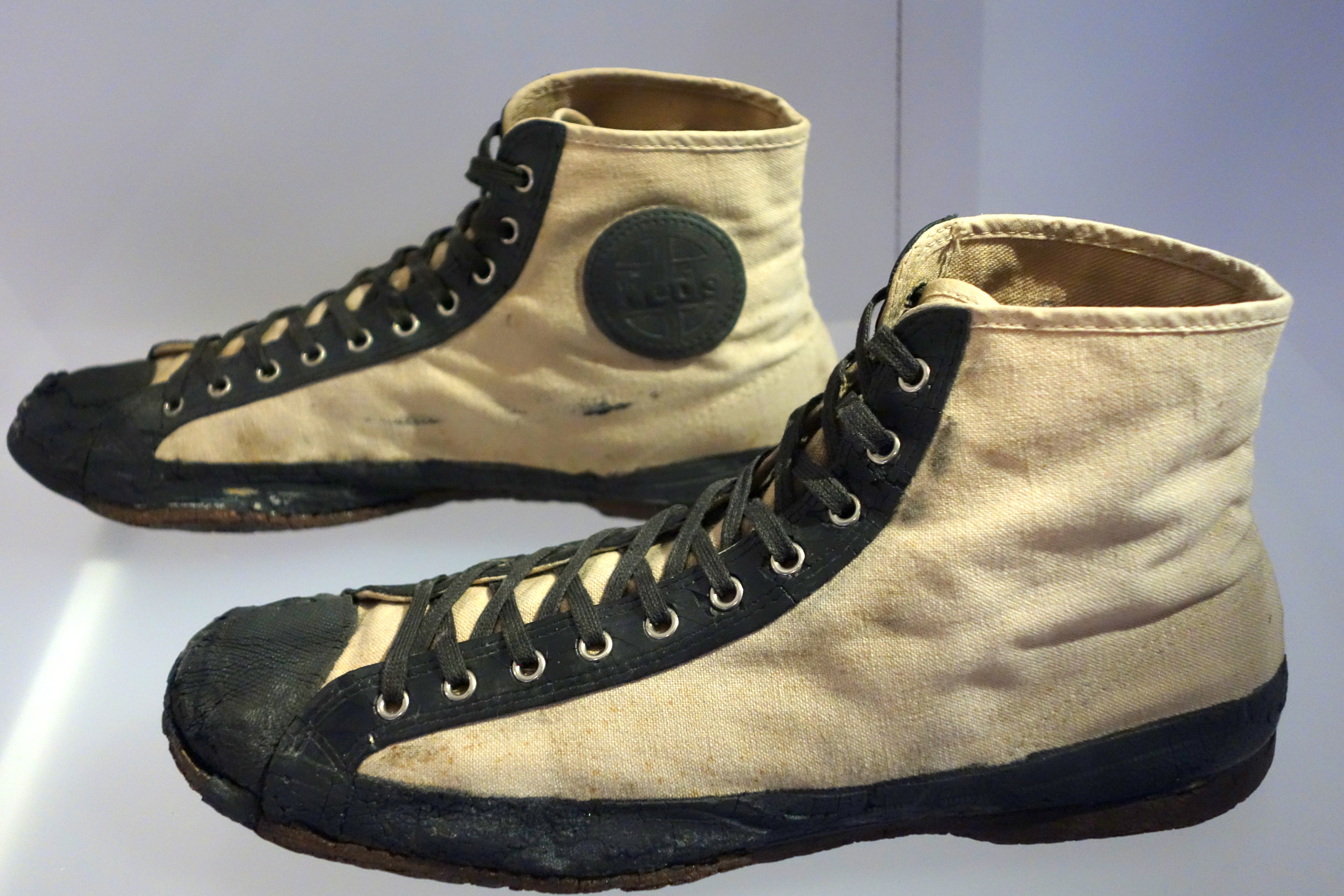
Keds bàsquet 1929

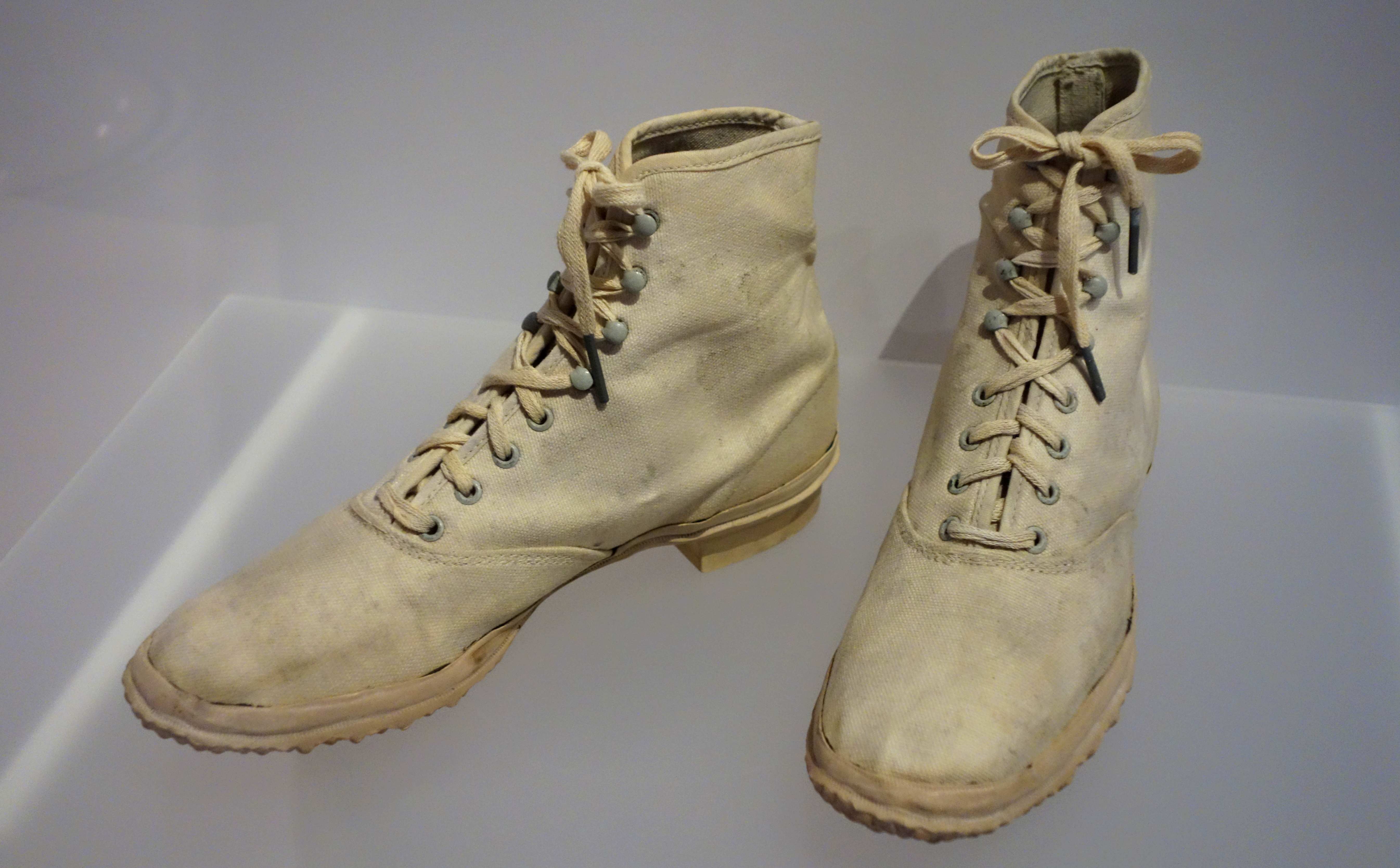
Keds Champion de 1916

El 1949, es va presentar Pro-Keds com una línia de sabatilles dissenyades per a l'activitat esportiva. Dissenyades específicament per a jugadors de bàsquet van aparèixer les Royal Tread, avalades per George Mikan. El 1953, els Minneapolis Lakers van ser equipats amb Pro-Keds. Pro-Keds tenia la intenció de competir amb l'estàndard de la indústria, Converse. Pro-Keds van ser utilitzades per estrelles de l'NBA, entre les quals Willis Reed, Kareem Abdul-Jabbar, Nate Archibald, Jo Jo White, Bob Love, Lou Hudson, Bob Lanier i Pete Maravich, així com icones de la música com The Ramones. Els Keds van ser objecte de culte de la comunitat hip-hop a la fi dels anys 1970.
A la dècada de 1990, l'actriu Demi Moore va protagonitzar un espot de televisió per a Keds, com també l'actriu Mischa Barton, protagonista de The O.C., a finals dels anys 2000.
Keds va llançar la campanya «Ladies First since 1916» el juliol de 2015, que se centra en l'empoderament femení i va comptar amb celebritats com Taylor Swift. El 2016, Keds va celebrar el seu centenari i la continuació de la seva campanya «Ladies First Since 1916» amb una festa d'aniversaris durant la New York Fashion Week. La companyia també va anunciar que la fàbrica de calçat es traslladava a Michigan.